# Produits agroalimentaires traditionnels du Molise
Les Produits agroalimentaires traditionnels du Molise, reconnus par le ministère des Politiques agricoles, alimentaires et forestières (MIPAAF), sur la proposition du gouvernement de la région du Molise sont présentés dans la liste qui suit. La dernière mise à jour est du 7 juin 2012, date de la dernière révision des PAT (produits agroalimentaires traditionnels).

## Liste des produits
| N°  | Dénomination                                            | Secteur                                                                                                |
| --- | ------------------------------------------------------- | --- |
| 1   | Amaro molisano                                          | Boissons sans alcool, spiritueux et liqueurs                                                           |
| 2   | Liquore al latte                                        | Boissons sans alcool, spiritueux et liqueurs                                                           |
| 3   | Nocino                                                  | Boissons sans alcool, spiritueux et liqueurs                                                           |
| 4   | Poncio al caffè                                         | Boissons sans alcool, spiritueux et liqueurs                                                           |
| 5   | Poncio                                                  | Boissons sans alcool, spiritueux et liqueurs                                                           |
| 6   | Capocollo                                               | Viandes (et abats) et leurs préparations                                                               |
| 7   | Ciccioli (cigoli)                                       | Viandes (et abats) et leurs préparations                                                               |
| 8   | Coppa (capofreddo)                                      | Viandes (et abats) et leurs préparations                                                               |
| 9   | Cotechino                                               | Viandes (et abats) et leurs préparations                                                               |
| 10  | Filetto                                                 | Viandes (et abats) et leurs préparations                                                               |
| 11  | Gelatina                                                | Viandes (et abats) et leurs préparations                                                               |
| 12  | Guanciale (vrucculare, vrucculeare)                     | Viandes (et abats) et leurs préparations                                                               |
| 13  | Involtini di agnello (abbuot' di agnello)               | Viandes (et abats) et leurs préparations                                                               |
| 14  | La pezzata                                              | Viandes (et abats) et leurs préparations                                                               |
| 15  | La signora                                              | Viandes (et abats) et leurs préparations                                                               |
| 16  | Lardo                                                   | Viandes (et abats) et leurs préparations                                                               |
| 17  | Magliatelle                                             | Viandes (et abats) et leurs préparations                                                               |
| 18  | Mappatelle                                              | Viandes (et abats) et leurs préparations                                                               |
| 19  | Misischia (muscisca)                                    | Viandes (et abats) et leurs préparations                                                               |
| 20  | Misischia di Guardialfiera                              | Viandes (et abats) et leurs préparations                                                               |
| 21  | Nodi di trippa                                          | Viandes (et abats) et leurs préparations                                                               |
| 22  | Noglie                                                  | Viandes (et abats) et leurs préparations                                                               |
| 23  | Ntriglio                                                | Viandes (et abats) et leurs préparations                                                               |
| 24  | Pallotte                                                | Viandes (et abats) et leurs préparations                                                               |
| 25  | Panpanella                                              | Viandes (et abats) et leurs préparations                                                               |
| 26  | Prosciutto                                              | Viandes (et abats) et leurs préparations                                                               |
| 27  | Prosciutto di spalla                                    | Viandes (et abats) et leurs préparations                                                               |
| 28  | Salsiccia di fegato di maiale                           | Viandes (et abats) et leurs préparations                                                               |
| 29  | Salsiccia di maiale                                     | Viandes (et abats) et leurs préparations                                                               |
| 30  | Salsiccia di maiale di Pietracatella                    | Viandes (et abats) et leurs préparations                                                               |
| 31  | Soppressata                                             | Viandes (et abats) et leurs préparations                                                               |
| 32  | Testine di agnello o capretto                           | Viandes (et abats) et leurs préparations                                                               |
| 33  | Tocco (neccia secca)                                    | Viandes (et abats) et leurs préparations                                                               |
| 34  | Torcinelli                                              | Viandes (et abats) et leurs préparations                                                               |
| 35  | Ventresca arrotolata                                    | Viandes (et abats) et leurs préparations                                                               |
| 36  | Ventresca tesa                                          | Viandes (et abats) et leurs préparations                                                               |
| 37  | Ventricina di Montenero di Bisaccia                     | Viandes (et abats) et leurs préparations                                                               |
| 38  | Burrino (manteca)                                       | Fromages                                                                                               |
| 39  | Caciocavallo                                            | Fromages                                                                                               |
| 40  | Caciocavallo di Agnone                                  | Fromages                                                                                               |
| 41  | Cacio-ricotta                                           | Fromages                                                                                               |
| 42  | Caprino                                                 | Fromages                                                                                               |
| 43  | Fromageso di Pietracatella                              | Fromages                                                                                               |
| 44  | Mozzarella di vacca                                     | Fromages                                                                                               |
| 45  | Pecorino del Matese                                     | Fromages                                                                                               |
| 46  | Pecorino di Capracotta                                  | Fromages                                                                                               |
| 47  | Scamorza molisana                                       | Fromages                                                                                               |
| 48  | Stracciata                                              | Fromages                                                                                               |
| 49  | Treccia di Santa Croce di Magliano                      | Fromages                                                                                               |
| 50  | Castagne                                                | Produits végétaux à l'état naturel ou transformés                                                      |
| 51  | Centofoglie (scarola venafrana)                         | Produits végétaux à l'état naturel ou transformés                                                      |
| 52  | Cicerchia                                               | Produits végétaux à l'état naturel ou transformés                                                      |
| 53  | Cipolla di Isernia                                      | Produits végétaux à l'état naturel ou transformés                                                      |
| 54  | Cipollotto                                              | Produits végétaux à l'état naturel ou transformés                                                      |
| 55  | Composta (a cumposta)                                   | Produits végétaux à l'état naturel ou transformés                                                      |
| 56  | Fagioli di riccia                                       | Produits végétaux à l'état naturel ou transformés                                                      |
| 57  | Fagiolo bianco                                          | Produits végétaux à l'état naturel ou transformés                                                      |
| 58  | Fagiolo scuro                                           | Produits végétaux à l'état naturel ou transformés                                                      |
| 59  | Farro dicocco Molise                                    | Produits végétaux à l'état naturel ou transformés                                                      |
| 60  | Fichi secchi                                            | Produits végétaux à l'état naturel ou transformés                                                      |
| 61  | Fungo d'abete                                           | Produits végétaux à l'état naturel ou transformés                                                      |
| 62  | Gallinaccio                                             | Produits végétaux à l'état naturel ou transformés                                                      |
| 63  | Lenticchia                                              | Produits végétaux à l'état naturel ou transformés                                                      |
| 64  | Lessata                                                 | Produits végétaux à l'état naturel ou transformés                                                      |
| 65  | Mais lesso                                              | Produits végétaux à l'état naturel ou transformés                                                      |
| 66  | Mela limoncella                                         | Produits végétaux à l'état naturel ou transformés                                                      |
| 67  | Mela zitella                                            | Produits végétaux à l'état naturel ou transformés                                                      |
| 68  | Olive al naturale (live curvate, olie all'acqua e sale) | Produits végétaux à l'état naturel ou transformés                                                      |
| 69  | Origano                                                 | Produits végétaux à l'état naturel ou transformés                                                      |
| 70  | Patata lunga di San Biase                               | Produits végétaux à l'état naturel ou transformés                                                      |
| 71  | Peperone rosso                                          | Produits végétaux à l'état naturel ou transformés                                                      |
| 72  | Peperoni sottaceto (paparolesse)                        | Produits végétaux à l'état naturel ou transformés                                                      |
| 73  | Pere sottaceto                                          | Produits végétaux à l'état naturel ou transformés                                                      |
| 74  | Pezzénde                                                | Produits végétaux à l'état naturel ou transformés                                                      |
| 75  | Pomodori gialli invernali                               | Produits végétaux à l'état naturel ou transformés                                                      |
| 76  | Porcino                                                 | Produits végétaux à l'état naturel ou transformés                                                      |
| 77  | Prataiolo                                               | Produits végétaux à l'état naturel ou transformés                                                      |
| 78  | Scorzone                                                | Produits végétaux à l'état naturel ou transformés                                                      |
| 79  | Tartufo bianco                                          | Produits végétaux à l'état naturel ou transformés                                                      |
| 80  | Abbotta pezziende                                       | Pâtes fraîches et produits de boulangerie, biscuiterie, pâtisserie et confiserie                       |
| 81  | Agrodolce                                               | Pâtes fraîches et produits de boulangerie, biscuiterie, pâtisserie et confiserie                       |
| 82  | Amaretti                                                | Pâtes fraîches et produits de boulangerie, biscuiterie, pâtisserie et confiserie                       |
| 83  | Biscotti con le uova                                    | Pâtes fraîches et produits de boulangerie, biscuiterie, pâtisserie et confiserie                       |
| 84  | Biscotti con seme di anice                              | Pâtes fraîches et produits de boulangerie, biscuiterie, pâtisserie et confiserie                       |
| 85  | Caciatelli (casciaielli)                                | Pâtes fraîches et produits de boulangerie, biscuiterie, pâtisserie et confiserie                       |
| 86  | Calzoni                                                 | Pâtes fraîches et produits de boulangerie, biscuiterie, pâtisserie et confiserie                       |
| 87  | Campana                                                 | Pâtes fraîches et produits de boulangerie, biscuiterie, pâtisserie et confiserie                       |
| 88  | Caragnoli                                               | Pâtes fraîches et produits de boulangerie, biscuiterie, pâtisserie et confiserie                       |
| 89  | Cavatelli o cecatelli (cavatielli)                      | Pâtes fraîches et produits de boulangerie, biscuiterie, pâtisserie et confiserie                       |
| 90  | Cazatelli (cazzarieglie)                                | Pâtes fraîches et produits de boulangerie, biscuiterie, pâtisserie et confiserie                       |
| 91  | Ceppellate di Trivento                                  | Pâtes fraîches et produits de boulangerie, biscuiterie, pâtisserie et confiserie                       |
| 92  | Ciambella                                               | Pâtes fraîches et produits de boulangerie, biscuiterie, pâtisserie et confiserie                       |
| 93  | Cicelieviti                                             | Pâtes fraîches et produits de boulangerie, biscuiterie, pâtisserie et confiserie                       |
| 94  | Cicerchiata                                             | Pâtes fraîches et produits de boulangerie, biscuiterie, pâtisserie et confiserie                       |
| 95  | Cioffe                                                  | Pâtes fraîches et produits de boulangerie, biscuiterie, pâtisserie et confiserie                       |
| 96  | Cocorozzo                                               | Pâtes fraîches et produits de boulangerie, biscuiterie, pâtisserie et confiserie                       |
| 97  | Confetti ricci                                          | Pâtes fraîches et produits de boulangerie, biscuiterie, pâtisserie et confiserie                       |
| 98  | Cuori frolli                                            | Pâtes fraîches et produits de boulangerie, biscuiterie, pâtisserie et confiserie                       |
| 99  | Ferratelle                                              | Pâtes fraîches et produits de boulangerie, biscuiterie, pâtisserie et confiserie                       |
| 100 | Fiadone (r sciatun)                                     | Pâtes fraîches et produits de boulangerie, biscuiterie, pâtisserie et confiserie                       |
| 101 | Frascatielle                                            | Pâtes fraîches et produits de boulangerie, biscuiterie, pâtisserie et confiserie                       |
| 102 | Friselle                                                | Pâtes fraîches et produits de boulangerie, biscuiterie, pâtisserie et confiserie                       |
| 103 | Fusilli                                                 | Pâtes fraîches et produits de boulangerie, biscuiterie, pâtisserie et confiserie                       |
| 104 | La pia                                                  | Pâtes fraîches et produits de boulangerie, biscuiterie, pâtisserie et confiserie                       |
| 105 | Le nocche                                               | Pâtes fraîches et produits de boulangerie, biscuiterie, pâtisserie et confiserie                       |
| 106 | Loffe (castagna)                                        | Pâtes fraîches et produits de boulangerie, biscuiterie, pâtisserie et confiserie                       |
| 107 | Mollica di San Giuseppe                                 | Pâtes fraîches et produits de boulangerie, biscuiterie, pâtisserie et confiserie                       |
| 108 | Mostaccioli                                             | Pâtes fraîches et produits de boulangerie, biscuiterie, pâtisserie et confiserie                       |
| 109 | Orecchiette (recchietelle)                              | Pâtes fraîches et produits de boulangerie, biscuiterie, pâtisserie et confiserie                       |
| 110 | Ostie                                                   | Pâtes fraîches et produits de boulangerie, biscuiterie, pâtisserie et confiserie                       |
| 111 | Pagnottini (pagnuttoine)                                | Pâtes fraîches et produits de boulangerie, biscuiterie, pâtisserie et confiserie                       |
| 112 | Pan di Spagna                                           | Pâtes fraîches et produits de boulangerie, biscuiterie, pâtisserie et confiserie                       |
| 113 | Pan dolce                                               | Pâtes fraîches et produits de boulangerie, biscuiterie, pâtisserie et confiserie                       |
| 114 | Pandolce del Molise                                     | Pâtes fraîches et produits de boulangerie, biscuiterie, pâtisserie et confiserie                       |
| 115 | Pane casareccio                                         | Pâtes fraîches et produits de boulangerie, biscuiterie, pâtisserie et confiserie                       |
| 116 | Pannocchio                                              | Pâtes fraîches et produits de boulangerie, biscuiterie, pâtisserie et confiserie                       |
| 117 | Parrozzo molisano (pane rozzo)                          | Pâtes fraîches et produits de boulangerie, biscuiterie, pâtisserie et confiserie                       |
| 118 | Pasta imperiale                                         | Pâtes fraîches et produits de boulangerie, biscuiterie, pâtisserie et confiserie                       |
| 119 | Pasta reale                                             | Pâtes fraîches et produits de boulangerie, biscuiterie, pâtisserie et confiserie                       |
| 120 | Pepatelli                                               | Pâtes fraîches et produits de boulangerie, biscuiterie, pâtisserie et confiserie                       |
| 121 | Pezzènde (pzzen't)                                      | Pâtes fraîches et produits de boulangerie, biscuiterie, pâtisserie et confiserie                       |
| 122 | Pigna (buccellato, piccillato)                          | Pâtes fraîches et produits de boulangerie, biscuiterie, pâtisserie et confiserie                       |
| 123 | Pizza al pomodoro                                       | Pâtes fraîches et produits de boulangerie, biscuiterie, pâtisserie et confiserie                       |
| 124 | Pizza coi cicoli (ciccioli) di maiale                   | Pâtes fraîches et produits de boulangerie, biscuiterie, pâtisserie et confiserie                       |
| 125 | Pizza di granone (pizza randign, panitte)               | Pâtes fraîches et produits de boulangerie, biscuiterie, pâtisserie et confiserie                       |
| 126 | Pizza scimia                                            | Pâtes fraîches et produits de boulangerie, biscuiterie, pâtisserie et confiserie                       |
| 127 | Quaresimali                                             | Pâtes fraîches et produits de boulangerie, biscuiterie, pâtisserie et confiserie                       |
| 128 | Raffaioli                                               | Pâtes fraîches et produits de boulangerie, biscuiterie, pâtisserie et confiserie                       |
| 129 | Ravioli scapolesi                                       | Pâtes fraîches et produits de boulangerie, biscuiterie, pâtisserie et confiserie                       |
| 130 | Riso con il latte                                       | Pâtes fraîches et produits de boulangerie, biscuiterie, pâtisserie et confiserie                       |
| 131 | Rococò                                                  | Pâtes fraîches et produits de boulangerie, biscuiterie, pâtisserie et confiserie                       |
| 132 | Rosachitarre (rosacatarre)                              | Pâtes fraîches et produits de boulangerie, biscuiterie, pâtisserie et confiserie                       |
| 133 | Sagnetelle                                              | Pâtes fraîches et produits de boulangerie, biscuiterie, pâtisserie et confiserie                       |
| 134 | Sanguinaccio                                            | Pâtes fraîches et produits de boulangerie, biscuiterie, pâtisserie et confiserie                       |
| 135 | Savoiardi                                               | Pâtes fraîches et produits de boulangerie, biscuiterie, pâtisserie et confiserie                       |
| 136 | Scarpelle (scrppell, scarpell, pizzell)                 | Pâtes fraîches et produits de boulangerie, biscuiterie, pâtisserie et confiserie                       |
| 137 | Scattone (tassa, ru scattone)                           | Pâtes fraîches et produits de boulangerie, biscuiterie, pâtisserie et confiserie                       |
| 138 | Scurpelle di Belmonte del Sannio                        | Pâtes fraîches et produits de boulangerie, biscuiterie, pâtisserie et confiserie                       |
| 139 | Soffio                                                  | Pâtes fraîches et produits de boulangerie, biscuiterie, pâtisserie et confiserie                       |
| 140 | Staielle                                                | Pâtes fraîches et produits de boulangerie, biscuiterie, pâtisserie et confiserie                       |
| 141 | Strufoli                                                | Pâtes fraîches et produits de boulangerie, biscuiterie, pâtisserie et confiserie                       |
| 142 | Tacconelle (taccozze)                                   | Pâtes fraîches et produits de boulangerie, biscuiterie, pâtisserie et confiserie                       |
| 143 | Tagliolini                                              | Pâtes fraîches et produits de boulangerie, biscuiterie, pâtisserie et confiserie                       |
| 144 | Taralli con seme di finocchio                           | Pâtes fraîches et produits de boulangerie, biscuiterie, pâtisserie et confiserie                       |
| 145 | Torrone del papa                                        | Pâtes fraîches et produits de boulangerie, biscuiterie, pâtisserie et confiserie                       |
| 146 | Tozzetti                                                | Pâtes fraîches et produits de boulangerie, biscuiterie, pâtisserie et confiserie                       |
| 147 | Uccelli (cielli, ciell’arechini, cillucc’)              | Pâtes fraîches et produits de boulangerie, biscuiterie, pâtisserie et confiserie                       |
| 148 | Zeppole                                                 | Pâtes fraîches et produits de boulangerie, biscuiterie, pâtisserie et confiserie                       |
| 149 | Miele                                                   | Produits d'origine animale (miel, produits laitiers, à l'exclusion du beurre)                          |
| 150 | Baccalà e cavolfiore arracanato                         | Préparations de poissons, mollusques et crustacés et techniques particulières d'élevage de ces espèces |
| 151 | Cannolicchio                                            | Préparations de poissons, mollusques et crustacés et techniques particulières d'élevage de ces espèces |
| 152 | Gattuccio (a cagnole)                                   | Préparations de poissons, mollusques et crustacés et techniques particulières d'élevage de ces espèces |
| 153 | Polpo essiccato (pulepe sicche)                         | Préparations de poissons, mollusques et crustacés et techniques particulières d'élevage de ces espèces |
| 154 | Razza quattr'occhi (u cchialine)                        | Préparations de poissons, mollusques et crustacés et techniques particulières d'élevage de ces espèces |
| 155 | Scapece                                                 | Préparations de poissons, mollusques et crustacés et techniques particulières d'élevage de ces espèces |
| 156 | Torpedine marezzata (a martiscene)                      | Préparations de poissons, mollusques et crustacés et techniques particulières d'élevage de ces espèces |
| 157 | Trigliette essiccate (trejezzole secche)                | Préparations de poissons, mollusques et crustacés et techniques particulières d'élevage de ces espèces |
| 158 | Trota fario                                             | Préparations de poissons, mollusques et crustacés et techniques particulières d'élevage de ces espèces |
| 159 | Vongola comune                                          | Préparations de poissons, mollusques et crustacés et techniques particulières d'élevage de ces espèces |